# Gurû Sikhara
Gurû Sikhara, littéralement « pic du guru », d'après Dattātreya, est le point culminant de la chaîne des Ârâvalli avec une altitude de 1 722 mètres, au Rajasthan. Il est situé à 15 kilomètres au nord de Mount Âbû.